# Hanna van Recklinghausen
Hanna van Recklinghausen (voor 1332 – na 27 mei 1349) is de vroegst bekende zakenvrouw in de Nederlanden. 
Hanna van Recklinghausen was de dochter van Godschalk de Jood (- 1349). Haar naam wordt als eerste vermeld in 1332. Ze wordt dan genoemd in verband met de activiteiten van haar vader als financier van edellieden uit het Oversticht. Vanaf 1347 wordt Hanna genoemd als zakenpartner in een maatschap van Joodse financiers te Lochem, waarschijnlijk een familienetwerk. Hiervan maakten ook haar vader en Godschalk van Werden, diens zuster Hanna van Werden en Roos van Bergh deel uit. Vijftig pandbrieven van de maatschap zijn bewaard gebleven in het archief van het bisdom Utrecht.
Er zijn geen bekende vermeldingen van Hanna van na 1349. Mogelijk zijn zij en haar vader slachtoffer geworden van een pogrom gericht tegen Joden naar aanleiding van de pestepidemie van 1348-1349. Bekend is dat de hertog van Gelre, waar Lochem toentertijd onder viel, in 1350 een groep Joden en hun goederen in 'verzekerde bewaring' nam. Het is onduidelijk of Hanna en haar vader hierbij hoorden. Er wordt ook voor mogelijk gehouden dat Hanna, en anderen uit de groep financiers, door een bende zijn overvallen waarna de pandbrieven aan het bisdom zijn verkocht.

## Wetenswaardigheden
Er is een tv-documentaire gemaakt over Hanna's vader met de titel De verdwijning van een joodse woekeraar. Deze werd in 2008 door Teleac uitgezonden. Een woekeraar was een bankier avant la lettre, iemand die geld uitleende en daarvoor rente in rekening bracht. Dat was voor christenen niet toegestaan, zodat als iemand geld nodig had, men zich vaak wendde tot een Jood. 